# Tuigdorp

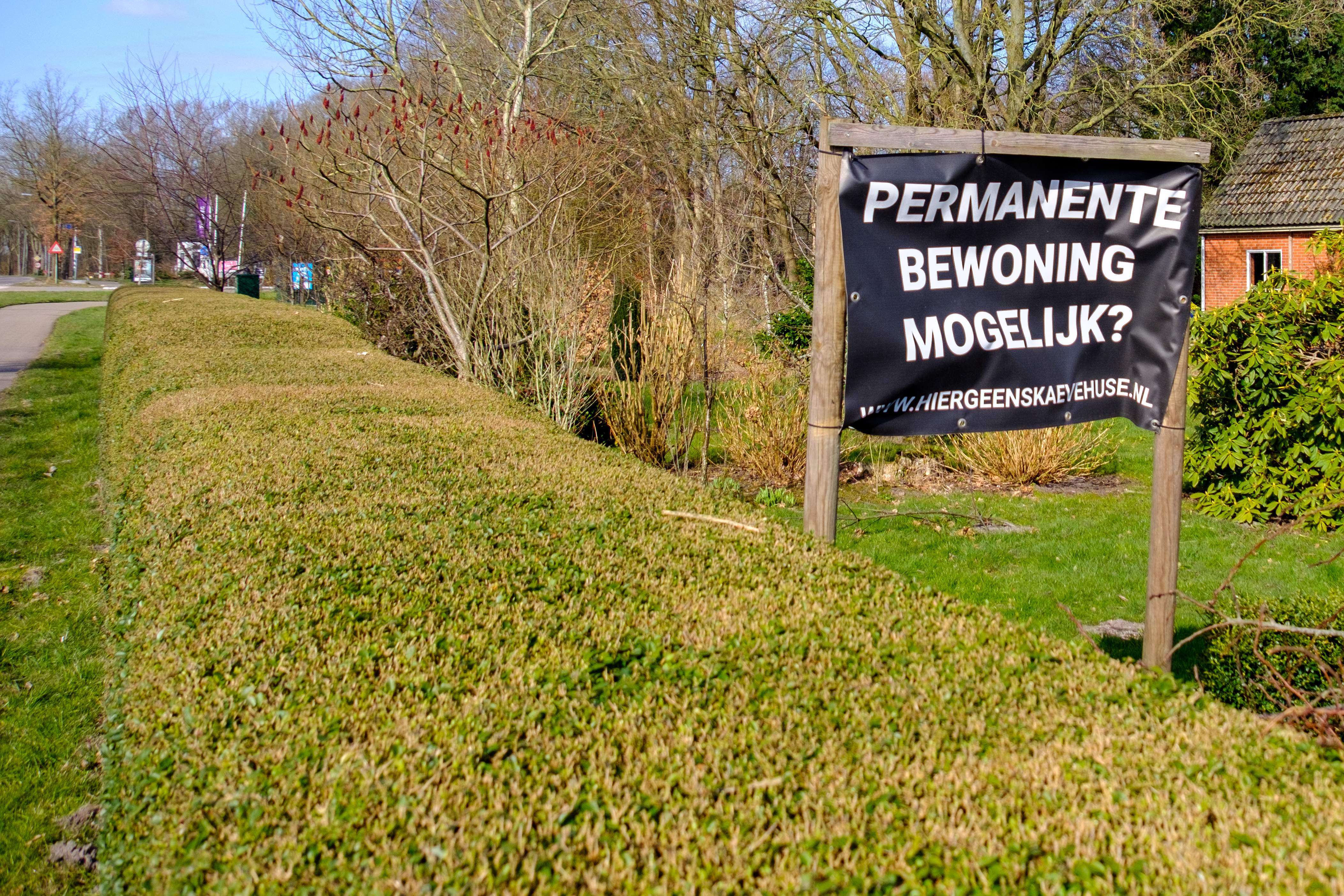
Protestbord van omwonenden tegen de vestiging van skaeve huse bij Harkstede in Groningen (2022)

Tuigdorp verwijst naar een veronderstelde plek waar veelplegers geïsoleerd van de samenleving kunnen wonen, bijvoorbeeld in wooncontainers. Het was de PVV die het woord in februari 2011 introduceerde. In elke provincie zou zo’n tuigdorp moeten worden opgericht. Het idee zou ontleend zijn aan de Deense zogeheten Skaeve Huse.
Het woord werd in een internetverkiezing van Van Dale tot het woord van 2011 verkozen.
In Nederland zijn in de negentiende en de twintigste eeuw meerdere pogingen gedaan om wat toen onmaatschappelijken genoemd werden te huisvesten. In de 19e eeuw zijn de kolonies van de Maatschappij van Weldadigheid in Drenthe en Overijssel hiervan een voorbeeld. In de twintigste eeuw werden voor deze groep zogenaamde woonscholen gesticht. Woonwagenbewoners werden in de jaren 60 verplicht naar nieuwe groot opgezette centra te verhuizen. Dit beleid werd later grotendeels weer teruggedraaid vanwege het getto-effect. In het begin van de 21e eeuw was er sprake van het huisvesten van onaangepasten in zogenaamde aso-units, maar al in 1993 plaatste de gemeente Kampen vier wooncontainers voor extreme overlastgevers op een afgelegen plek.